# Ginnastica ai Giochi della XXXI Olimpiade - Volteggio maschile
La finale al volteggio maschile alle Olimpiadi di Rio de Janeiro si è svolta nella HSBC Arena il 15 agosto.

## Podio
| Oro                        | Argento               | Bronzo                |
| Ri Se-gwang Corea del Nord | Denis Abljazin Russia | Kenzō Shirai Giappone |

## Qualificazioni
A causa della regola dei passaporti "two per country", l'accesso in finale è valido soltanto a due atleti per nazione.
| Pos. | Ginnasta             | Totale | Qual. |
| ---- | -------------------- | ------ | ----- |
| 1    | Ri Se-gwang          | 15.433 | Q     |
| 2    | Denis Abljazin       | 15.416 | Q     |
| 3    | Kenzō Shirai         | 15.283 | Q     |
| 4    | Ihor Radivilov       | 15.283 | Q     |
| 5    | Marian Drăgulescu    | 15.283 | Q     |
| 6    | Nikita Nagornyj      | 15.283 | Q     |
| 7    | Oleg Verniaiev       | 15.183 | Q     |
| 8    | Tomás González       | 15.149 | Q     |
| 9    | Sergio Sasaki Junior | 15.016 | R1    |
| 10   | Jacob Dalton         | 14.633 | R2    |
| 11   | Artur Davtyan        | 14.566 | R3    |

## Classifica
| Pos.    | Ginnasta          | D Score  | E Score  | Penalità | 1° Parziale | D Score  | E Score  | Penalità | 2° Parziale | Totale |
| ------- | ----------------- | -------- | -------- | -------- | ----------- | -------- | -------- | -------- | ----------- | ------ |
| Oro     | Ri Se-gwang       | 6.400    | 9.216    | —        | 15.616      | 6.400    | 9.366    | —        | 15.766      | 15.691 |
| Argento | Denis Abljazin    | 6.400    | 9.200    | —        | 15.600      | 6.200    | 9.233    | —        | 15.433      | 15.516 |
| Bronzo  | Kenzō Shirai      | 6.400    | 9.433    | —        | 15.833      | 5.600    | 9.466    | —        | 15.066      | 15.449 |
| 4       | Marian Drăgulescu | 6.000    | 9.266    | —        | 15.266      | 6.200    | 9.433    | —        | 15.633      | 15.449 |
| 5       | Nikita Nagornyj   | 6.000    | 9.233    | —        | 15.233      | 6.000    | 9.400    | —        | 15.400      | 15.316 |
| 6       | Oleg Verniaiev    | 6.000    | 9.400    | —        | 15.400      | 6.000    | 9.233    | —        | 15.233      | 15.316 |
| 7       | Tomás González    | 6.000    | 9.375    | —        | 15.375      | 5.600    | 9.300    | —        | 14.900      | 15.137 |
| 8       | Ihor Radivilov    | 7.000    | 7.933    | —        | 14.933      | 6.000    | 9.133    | —        | 15.133      | 15.033 |
| Pos.    | Ginnasta          | 1° Salto | 1° Salto | 1° Salto | 1° Salto    | 2° Salto | 2° Salto | 2° Salto | 2° Salto    | Totale |